# کسادی
کسادی دورهٔ موقت افت اقتصادی که در آن تجارت و فعالیت‌های صنعتی کاهش می‌یابد. 